# Kathy Whitworth
Kathrynne Ann Whitworth (sinh ngày 27 tháng 9 năm 1939) là nữ vận động viên golf chuyên nghiệp người Hoa Kỳ.
Sinh ra tại Monahans, Texas, Whitworth sau đó cùng gia đình chuyển tới sống tại bang New Mexico và bắt đầu chơi golf từ năm 15 tuổi. Bà chuyển sang thi đấu chuyên nghiệp vào cuối năm 1958 dưới sự dẫn dắt của huấn luyện viên Harvey Penick. Bà có được danh hiệu đầu tiên vào năm 1962 tại giải đấu Kelly Girls Open. Bà hiện giữ kỷ lục vô địch 88 danh hiệu LPGA Tour và là vận động viên đầu tiên cán mốc 1 triệu đô-la tiền thưởng của môn thể thao này.. Tổng cộng Whitworth có 6 danh hiệu Major và từng 2 lần về nhì tại U.S. Open và ANA Championship.
Whitworth từng 7 lần được tôn vinh là "Vận động viên của năm" bởi LPGA Tour, đặc biệt từng 2 lần (1965, 1966) giành giải thưởng "Vận động viên xuất sắc nhất năm" bởi Hãng thông tấn Hoa Kỳ (AP). Bà là đội trưởng của Đội tuyển Hoa Kỳ tại giải đấu đồng đội Solheim Cup lần thứ nhất (1990) và lần thứ ba (1994). Whitworth giải nghệ năm 2005 và có tên trong Đại sảnh Danh vọng Golf Thế giới.

## Danh hiệu Major

### Vô địch (6)
| Năm  | Giải đấu                  | Điểm số               | Khoảng cách với người về nhì | Á quân                         |
| ---- | ------------------------- | --------------------- | ---------------------------- | ------------------------------ |
| 1965 | Titleholders Championship | −1 (71-71-74-71=287)  | 10 gậy                       | Peggy Wilson                   |
| 1966 | Titleholders Championship | +3 (74-70-74-73=291)  | 2 gậy                        | Judy Kimball-Simon, Mary Mills |
| 1967 | LPGA Championship         | −8 (69-74-72-69=284)  | 1 gậy                        | Shirley Englehorn              |
| 1967 | Women's Western Open      | −11 (71-74-73-71=289) | 3 gậy                        | Sandra Haynie                  |
| 1971 | Eve-LPGA Championship     | −4 (71-73-70-74=288)  | 3 gậy                        | Kathy Ahern                    |
| 1975 | LPGA Championship         | −4 (70-70-75-73=288)  | 1 gậy                        | Sandra Haynie                  |